# Pallavolo ai XXII Giochi centramericani e caraibici - Torneo femminile
Il torneo femminile di pallavolo ai XXII Giochi centramericani e caraibici si è svolta dal 15 al 20 novembre 2014 a Veracruz, in Messico, durante i XXII Giochi centramericani e caraibici: al torneo hanno partecipato otto squadre nazionali centramericane e caraibiche e la vittoria finale è andata per la sesta volta, la quarta consecutiva, alla Repubblica Dominicana.

## Impianti
|                                                                  |  |  |
|                                                                  |  |  |
| Arena Córdoba Città: Veracruz Capienza: 3 500 Anno d'apertura: - |  |  |

## Regolamento
Le squadre hanno disputato una prima fase a gironi con formula del girone all'italiana: al termine della prima fase:
- Le prime tre classificate di ogni girone hanno acceduto alla fase finale per il primo posto, strutturata in quarti di finale (a cui non ha partecipato la prima classificata di ogni girone, già qualificata alle semifinali), semifinali, finale per il terzo posto e finale.
- L'ultima classificata di ogni girone e le due sconfitte ai quarti di finale della fase finale per il primo posto hanno acceduto alla fase finale per il quinto posto, strutturata in semifinali, finale per il settimo posto e finale per il quinto posto.

## Squadre partecipanti
| Squadra           | Qualificazione      | Ultima partecipazione    |
| ----------------- | ------------------- | ------------------------ |
| Colombia          | -                   | Cartagena de Indias 2006 |
| Costa Rica        | -                   | Mayagüez 2010            |
| Cuba              | -                   | Cartagena de Indias 2006 |
| Messico           | Paese organizzatore | Mayagüez 2010            |
| Porto Rico        | -                   | Mayagüez 2010            |
| Rep. Dominicana   | -                   | Mayagüez 2010            |
| Trinidad e Tobago | -                   | Mayagüez 2010            |
| Venezuela         | -                   | Cartagena de Indias 2006 |

## Torneo

### Fase a gironi
| Girone A        | Girone B          |
| --------------- | ----------------- |
| Colombia        | Costa Rica        |
| Cuba            | Messico           |
| Rep. Dominicana | Porto Rico        |
| Venezuela       | Trinidad e Tobago |

#### Girone A

##### Risultati
| 15 novembre 2014 Arena Córdoba, Veracruz Durata: 1h:14 - Spettatori: 1 000 | Cuba            | 3 - 0 | Colombia        | 25-13, 25-17, 25-20 |
| 15 novembre 2014 Arena Córdoba, Veracruz Durata: 1h:11 - Spettatori: 1 250 | Rep. Dominicana | 3 - 0 | Venezuela       | 25-6, 25-15, 25-16  |
| 16 novembre 2014 Arena Córdoba, Veracruz Durata: 1h:13 - Spettatori: 800   | Venezuela       | 0 - 3 | Cuba            | 22-25, 20-25, 12-25 |
| 16 novembre 2014 Arena Córdoba, Veracruz Durata: 1h:25 - Spettatori: 1 400 | Colombia        | 0 - 3 | Rep. Dominicana | 22-25, 21-25, 17-25 |
| 17 novembre 2014 Arena Córdoba, Veracruz Durata: 1h:31 - Spettatori: 300   | Venezuela       | 0 - 3 | Colombia        | 22-25, 24-26, 23-25 |
| 17 novembre 2014 Arena Córdoba, Veracruz Durata: 1h:18 - Spettatori: 1 200 | Cuba            | 0 - 3 | Rep. Dominicana | 20-25, 19-25, 19-25 |

##### Classifica
| Pos | Squadra         | Pt | G | V | P | SV | SP | Ratio | PF  | PS  | Ratio |
| --- | --------------- | -- | - | - | - | -- | -- | ----- | --- | --- | ----- |
| 1   | Rep. Dominicana | 15 | 3 | 3 | 0 | 9  | 0  | MAX   | 225 | 155 | 1.452 |
| 2   | Cuba            | 10 | 3 | 2 | 1 | 6  | 3  | 2.000 | 208 | 179 | 1.162 |
| 3   | Colombia        | 5  | 3 | 1 | 2 | 3  | 6  | 0.500 | 186 | 219 | 0.849 |
| 4   | Venezuela       | 0  | 3 | 0 | 3 | 0  | 9  | 0.000 | 160 | 226 | 0.708 |

#### Girone B

##### Risultati
| 15 novembre 2014 Arena Córdoba, Veracruz Durata: 2h:05 - Spettatori: 1 100 | Porto Rico        | 2 - 3 | Costa Rica        | 22-25, 25-13, 21-25, 25-12, 11-15 |
| 15 novembre 2014 Arena Córdoba, Veracruz Durata: 1h:14 - Spettatori: 1 300 | Messico           | 3 - 0 | Trinidad e Tobago | 25-17, 25-16, 25-15               |
| 16 novembre 2014 Arena Córdoba, Veracruz Durata: 1h:22 - Spettatori: 650   | Porto Rico        | 3 - 0 | Trinidad e Tobago | 25-20, 25-13, 25-19               |
| 16 novembre 2014 Arena Córdoba, Veracruz Durata: 1h:18 - Spettatori: 1 300 | Messico           | 3 - 0 | Costa Rica        | 25-15, 25-20, 25-20               |
| 17 novembre 2014 Arena Córdoba, Veracruz Durata: 1h:19 - Spettatori: 500   | Trinidad e Tobago | 0 - 3 | Costa Rica        | 19-25, 19-25, 14-25               |
| 17 novembre 2014 Arena Córdoba, Veracruz Durata: 1h:59 - Spettatori: 1400  | Messico           | 1 - 3 | Porto Rico        | 17-25, 25-22, 25-27, 20-25        |

##### Classifica
| Pos | Squadra           | Pt | G | V | P | SV | SP | Ratio | PF  | PS  | Ratio |
| --- | ----------------- | -- | - | - | - | -- | -- | ----- | --- | --- | ----- |
| 1   | Porto Rico        | 11 | 3 | 2 | 1 | 8  | 4  | 2.000 | 278 | 229 | 1.214 |
| 2   | Messico           | 11 | 3 | 2 | 1 | 7  | 3  | 2.333 | 237 | 202 | 1.173 |
| 3   | Costa Rica        | 8  | 3 | 2 | 1 | 6  | 5  | 1.200 | 220 | 231 | 0.952 |
| 4   | Trinidad e Tobago | 0  | 3 | 0 | 3 | 0  | 9  | 0.000 | 152 | 225 | 0.676 |

### Fase finale

#### Finale 1º e 3º posto
|  | Quarti     | Quarti     |                 |      | Semifinali         | Semifinali         |  |  | Finale 1º/2º posto | Finale 1º/2º posto |
|  |            |            |                 |      |                    |                    |  |  |                    |                    |
|  |            |            |                 |      |                    |                    |  |  |                    |                    |
|  |            |            |                 |      |                    |                    |  |  |                    |                    |
|  | -          | -          |                 |      |                    |                    |  |  |                    |                    |
|  | -          | -          |                 |      |                    |                    |  |  |                    |                    |
|  | -          | -          |                 |      |                    |                    |  |  |                    |                    |
|  | -          | -          | Rep. Dominicana | 3    |                    |                    |  |  |                    |                    |
|  |            |            | Rep. Dominicana | 3    |                    |                    |  |  |                    |                    |
|  |            | Messico    | 0               |      |                    |                    |  |  |                    |                    |
|  | Messico    | Messico    | 0               | 3    |                    |                    |  |  |                    |                    |
|  | Messico    |            |                 | 3    |                    |                    |  |  |                    |                    |
|  | Colombia   | 0          |                 |      |                    |                    |  |  |                    |                    |
|  | Colombia   | 0          | Rep. Dominicana | 3    |                    |                    |  |  |                    |                    |
|  |            |            | Rep. Dominicana | 3    |                    |                    |  |  |                    |                    |
|  |            | Porto Rico | 0               |      |                    |                    |  |  |                    |                    |
|  | -          | Porto Rico | 0               | -    |                    |                    |  |  |                    |                    |
|  | -          |            |                 | -    |                    |                    |  |  |                    |                    |
|  | -          | -          |                 |      |                    |                    |  |  |                    |                    |
|  | -          | -          | Porto Rico      | 3    | Finale 3º/4º posto | Finale 3º/4º posto |  |  |                    |                    |
|  |            |            | Porto Rico      | 3    | Finale 3º/4º posto | Finale 3º/4º posto |  |  |                    |                    |
|  |            | Cuba       | 2               |      |                    |                    |  |  |                    |                    |
|  | Cuba       | Cuba       | 2               | 3    | Messico            | 2                  |  |  |                    |                    |
|  | Cuba       |            |                 | 3    | Messico            | 2                  |  |  |                    |                    |
|  | Costa Rica | 0          |                 | Cuba | 3                  |                    |  |  |                    |                    |
|  | Costa Rica | 0          |                 |      | 3                  |                    |  |  |                    |                    |
|  |            |            |                 |      |                    |                    |  |  |                    |                    |
|  |            |            |                 |      |                    |                    |  |  |                    |                    |

##### Quarti di finale
| 18 novembre 2014 Arena Córdoba, Veracruz Durata: 1h:10 - Spettatori: 1 300 | Cuba    | 3 - 0 | Costa Rica | 25-17, 25-12, 25-17 |
| 18 novembre 2014 Arena Córdoba, Veracruz Durata: 1h:30 - Spettatori: 1 390 | Messico | 3 - 0 | Colombia   | 26-23, 25-17, 26-24 |

##### Semifinali
| 19 novembre 2014 Arena Córdoba, Veracruz Durata: 1h:31 - Spettatori: 1 500 | Rep. Dominicana | 3 - 0 | Messico | 25-11, 25-23, 27-25               |
| 19 novembre 2014 Arena Córdoba, Veracruz Durata: 2h:08 - Spettatori: 1 500 | Porto Rico      | 3 - 2 | Cuba    | 25-23, 25-21, 14-25, 22-25, 15-13 |

##### Finale 3º posto
| 20 novembre 2014 Arena Córdoba, Veracruz Durata: 2h:16 - Spettatori: 2 000 | Messico | 2 - 3 | Cuba | 26-24, 20-25, 17-25, 25-22, 13-15 |

##### Finale
| 20 novembre 2014 Arena Córdoba, Veracruz Durata: 1h:28 - Spettatori: 1 500 | Rep. Dominicana | 3 - 0 | Porto Rico | 25-19, 25-19, 25-19 |

#### Finale 5º e 7º posto
|  | Semifinali        | Semifinali        | Semifinali |           |          | Finale 5º/6º posto | Finale 5º/6º posto | Finale 5º/6º posto |  |
|  |                   |                   |            |           |          |                    |                    |                    |  |
|  | Trinidad e Tobago | Trinidad e Tobago | 1          |           |          |                    |                    |                    |  |
|  | Trinidad e Tobago | Trinidad e Tobago | 1          |           |          |                    |                    |                    |  |
|  | Colombia          | Colombia          | 3          |           |          |                    |                    |                    |  |
|  | Colombia          | Colombia          | 3          |           | Colombia | Colombia           | 2                  |                    |  |
|  |                   |                   |            |           | Colombia | Colombia           | 2                  |                    |  |
|  |                   |                   | Venezuela  | Venezuela | 3        |                    |                    |                    |  |
|  | Venezuela         | Venezuela         | Venezuela  | Venezuela | 3        | 3                  |                    |                    |  |
|  | Venezuela         | Venezuela         |            |           |          | 3                  |                    |                    |  |
|  | Costa Rica        | Costa Rica        | 1          |           |          | Finale 7º/8º posto | Finale 7º/8º posto | Finale 7º/8º posto |  |
|  | Costa Rica        | Costa Rica        | 1          |           |          |                    |                    |                    |  |
|  |                   |                   |            |           |          |                    |                    |                    |  |
|  |                   |                   |            |           |          | Costa Rica         | Costa Rica         | 3                  |  |
|  |                   |                   |            |           |          | Costa Rica         | Costa Rica         | 3                  |  |
|  |                   |                   |            |           |          | Trinidad e Tobago  | Trinidad e Tobago  | 1                  |  |

##### Semifinali
| 19 novembre 2014 Arena Córdoba, Veracruz Durata: 1h:52 - Spettatori: 620   | Venezuela         | 3 - 1 | Costa Rica | 25-19, 25-22, 22-25, 25-19 |
| 19 novembre 2014 Arena Córdoba, Veracruz Durata: 1h:14 - Spettatori: 1 100 | Trinidad e Tobago | 0 - 3 | Colombia   | 15-25, 20-25, 15-25        |

##### Finale 7º posto
| 20 novembre 2014 Arena Córdoba, Veracruz Durata: 1h:41 - Spettatori: 400 | Costa Rica | 3 - 1 | Trinidad e Tobago | 25-19, 25-13, 17-25, 25-18 |

##### Finale 5º posto
| 20 novembre 2014 Arena Córdoba, Veracruz Durata: 2h:20 - Spettatori: 1 225 | Venezuela | 3 - 2 | Colombia | 36-34, 21-25, 25-15, 20-25, 15-13 |

## Podio

### Campione
Formazione: 1 Annerys Vargas, 4 Marianne Fersola, 5 Brenda Castillo, 6 Camil Domínguez, 7 Niverka Marte, 8 Cándida Arias, 14 Prisilla Rivera, 16 Yonkaira Peña, 17 Gina Mambrú, 18 Bethania de la Cruz, 19 Ana Binet, 20 Brayelin Martínez, CT: Marcos Kwiek

### Secondo posto
Formazione: 3 Vilmarie Mojica, 4 Patricia Montero, 5 Saraí Álvarez, 6 Yarimar Rosa, 7 Stephanie Enright, 9 Áurea Cruz, 14 Natalia Valentín, 15 Nayka Benítez, 16 Jessica Candelario, 18 Lynda Morales, 19 Legna Hernández, 21 Amanda Vázquez, CT: José Mieles

### Terzo posto
Formazione: 2 Regla Gracia, 3 Alena Rojas, 4 Melissa Vargas, 5 Yamila Hernández, 6 Daimara Lescay, 9 Dayessu Luis, 10 Emily Borrell, 11 Elena Moreno, 14 Dayami Sánchez, 17 Heidy Casanova, 18 Sulian Matienzo, 20 Yanet Álvarez, CT: Juan Gala

## Classifica finale
| Pos | Squadre           |
| --- | ----------------- |
|     | Rep. Dominicana   |
|     | Porto Rico        |
|     | Cuba              |
| 4   | Messico           |
| 5   | Venezuela         |
| 6   | Colombia          |
| 7   | Costa Rica        |
| 8   | Trinidad e Tobago |

## Premi individuali
| Premio                 | Nome             | Squadra         |
| ---------------------- | ---------------- | --------------- |
| MVP                    | Brenda Castillo  | Rep. Dominicana |
| Miglior realizzatrice  | Melissa Vargas   | Cuba            |
| Miglior servizio       | Gina Mambrú      | Rep. Dominicana |
| Miglior ricevitrice    | Brenda Castillo  | Rep. Dominicana |
| Miglior difesa         | Brenda Castillo  | Rep. Dominicana |
| Miglior palleggiatrice | Niverka Marte    | Rep. Dominicana |
| Miglior opposto        | Saraí Álvarez    | Porto Rico      |
| Miglior schiacciatrice | Regla Gracia     | Cuba            |
| Miglior schiacciatrice | Áurea Cruz       | Porto Rico      |
| Miglior centrale       | Annerys Vargas   | Rep. Dominicana |
| Miglior centrale       | Mijal Hines Cuza | Costa Rica      |
| Miglior libero         | Brenda Castillo  | Rep. Dominicana |